# Julio Le Riverend
Julio Le Riverend ou Julio Le Riverend Brusone (22 décembre 1912 en Espagne - 12 mai 1998 à La Havane) est un homme politique cubain et un historien spécialisé dans l'histoire économique de Cuba.

## Biographie
Né en Espagne de parents cubains (son père était en poste à l'ambassade), il effectue sa scolarité à Cuba jusqu'à obtenir un doctorat en droit et en sciences politiques, économiques et sociales à l'université de La Havane. Les troubles politiques dans son pays le force néanmoins à s'exiler en France en 1932 et 1933, où il est secrétaire général de l'Union latino-américaine des étudiants. Puis, de 1943 à 1947, il exerce au Mexique où il obtient le grade de professeur en histoire de l'Institut national d'anthropologie et d'histoire et du collège de Mexico, avant de revenir enseigner dans son pays. Entre 1973 et 1976, il entre brièvement en politique en devenant vice-ministre de l'Éducation et ambassadeur de Cuba à l'UNESCO. Il devient ensuite directeur de la bibliothèque nationale de La Havane,.
Il a obtenu l'ordre de la République espagnole en 1960.

## Publications
Liste non exhaustive des ouvrages écrits par Julio le Riverend :
- (es) Julio le Riverend, Sintesis histórica de la Cubanidad en el siglo 18, Molina y Compañía, 1940
- (es) Julio le Riverend, Los orígenes de la economía cubana : 1510-1600, Collège de Mexico, 1945
- (es) Francisco de Jérez Pedro, Julio le Riverend et Agustín de Zárate, Crónicas de la conquista del Perú, Ed. Nueva España, 1946
- (es) Julio le Riverend, La Habana : biografía de una provincia, El Siglo XX, 1960

- Julio le Riverend (trad. Richard Arnold), Histoire économique de Cuba, Ensayo (Institut du livre), 1967, 297 p. (original en espagnol : Historia económica de Cuba, La Habana, ed. Nacional de Cuba, 1965)
- Breve historia de Cuba (1981)